# La Dame de Shanghai
Pour plus de détails, voir Fiche technique et Distribution.
La Dame de Shanghai (The Lady from Shanghai) est un thriller américain d'Orson Welles, sorti en 1947.

## Synopsis
Michael O'Hara fait la connaissance de la ravissante Elsa Bannister, qu'il sauve peu après d'une agression.
Mariée à Arthur Bannister, un riche avocat âgé, peu scrupuleux, boiteux et de retour de Shanghaï, Elsa fait embaucher Michael sur le yacht de son mari. O'Hara tombe alors sous le charme d'Elsa, sous le regard indifférent de son mari quand, à l'occasion d'une escale, George Grisby, l'avocat associé de Bannister, fait à O'Hara une singulière proposition : le tuer sans risque contre 5 000 dollars (dans un complot pour simuler sa propre mort), avec l'argument qu'on ne peut pas être poursuivi en Californie tant que le cadavre d'un homme n'est pas retrouvé par la police.
À court d'argent, Michael O'Hara hésite puis...

## Fiche technique
- Titre original : The Lady from Shanghai

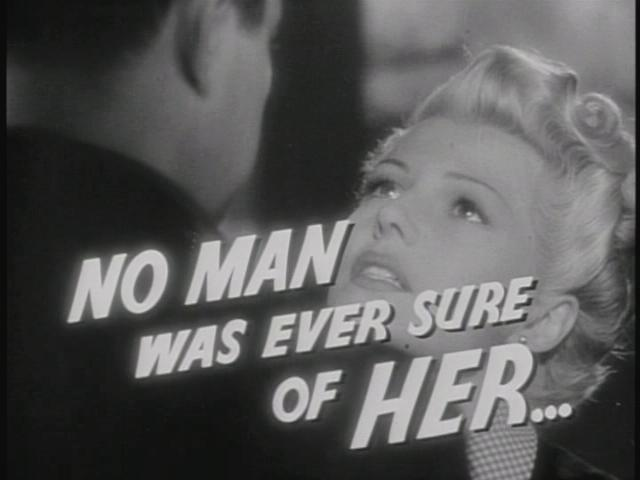
Image tirée de la bande-annonce du film.

- Titre français : La Dame de Shanghai
- Réalisation : Orson Welles
- Scénario : Orson Welles, d’après le roman  If I Die Before I Wake publié en 1938 par Sherwood King
- Décors : Stephen Goosson, Sturges Carne
- Costumes : Jean Louis
- Photographie : Charles Lawton Jr., Rudolph Maté
- Montage : Viola Lawrence
- Musique : Heinz Roemheld, Morris Stoloff
- Production : Orson Welles ; William Castle et Richard Wilson (associés)
- Société de production : Columbia Pictures
- Pays d'origine :  États-Unis
- Langue originale : anglais
- Format : noir et blanc – 35 mm – 1,37:1 – mono (Western Electric Recording)
- Genre : drame, film noir
- Durée : 87 minutes
- Dates de sortie :
  - France : 24 décembre 1947
  - États-Unis : 9 juin 1948
- Affiches : Constantin Belinsky, Boris Grinsson (France)

## Distribution

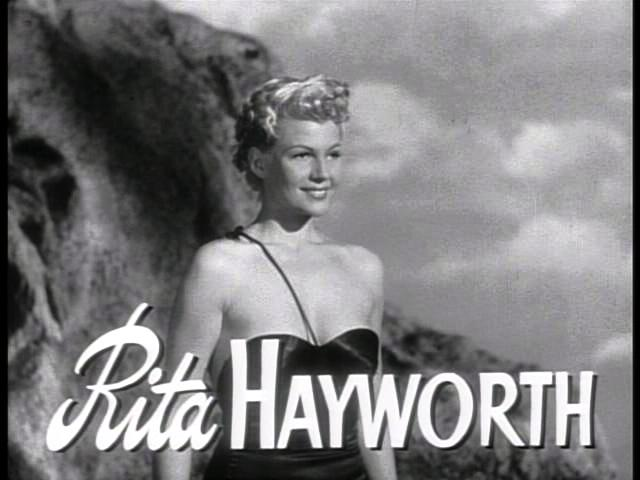

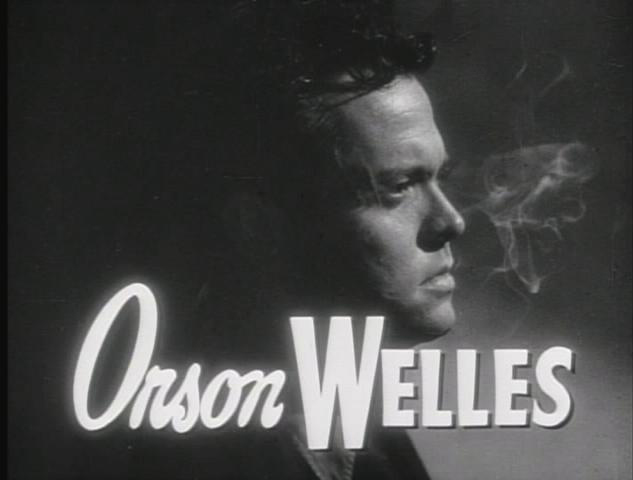

- Rita Hayworth (VF : Raymonde Devarennes) : Elsa « Rosalie » Bannister
  - Anita Ellis (VF : Colette Mars) : voix chantée d'Elsa « Rosalie » Bannister
- Orson Welles (VF : Claude Bertrand) : Michael O'Hara
- Everett Sloane (VF : Jacques Ferréol) : Arthur Bannister
- Glenn Anders (VF : Claude Péran) : George Grisby
- Ted de Corsia (VF : Patrick Saint-Maurice) : Sidney Broome
- Erskine Sanford (VF : Paul Forget) : le juge
- Gus Schilling : Goldie
- Carl Frank (VF : Gérard Férat) : le procureur de district Galloway
- Louis Merrill : Jake Bjornsen
- Evelyn Ellis : Saliha Bessie
- Harry Shannon : le chauffeur de taxi

Et, parmi les acteurs non crédités :
- Errol Flynn : caméo
- Philip Van Zandt : un policier / un voyou
- Dorothy Vaughan : une vieille dame

## Production

### Genèse
La légende veut que Orson Welles, ayant besoin d'argent pour monter un spectacle à Boston, appela le producteur Harry Cohn, le patron de la Columbia et lui proposa de réaliser immédiatement un film pour lui contre la somme qu'il lui fallait. Cohn, en acceptant, demanda quel en serait le titre. Welles regarda autour de lui, trouva un roman policier et lut le titre : La Dame de Shanghaï, bien que le film soit basé sur If I Die Before I Wake (1938) de Sherwood King.
Welles a prétendu n'avoir jamais lu le livre original.

### Tournage
La Dame de Shanghai fut tourné dans les studios de Columbia Pictures ainsi qu'à San Francisco, Sausalito et Acapulco. Les lieux figurés à l'écran sont New York (dont Central Park), la mer des Antilles et San Francisco.
Le tournage du film débuta de façon difficile : les relations entre Rita Hayworth et son mari Orson Welles se détériorèrent, au point qu'elle entama une procédure de divorce.
Rita Hayworth était, à l'époque, la star de la Columbia, notamment grâce au film Gilda (1946). Sa longue chevelure rousse dans ce film était devenue un symbole hollywoodien. Pour La Dame de Shanghai, Welles lui imposa une coupe courte et blonde. Nombre de critiques insinuèrent alors que c'était une vengeance envers cette femme dont il était en train de divorcer, ce que Welles a toujours nié.
Orson Welles était très ami avec l'acteur Errol Flynn. Et c'est ce dernier qui prêta son yacht pour le film. Welles ajouta à propos de Flynn : « Un soir à bord de son yacht, lors du tournage du film, il me fit goûter de la cocaïne, la 1ère et seule fois de ma vie. J'ai trouvé ça très agréable mais comme je lui ai dit, si j'avais une seconde vie, je serais cocaïnomane mais on en n'a qu'une seule... donc j'ai arrêté immédiatement ! ». Errol Flynn apparaît dans le film sous la forme d'un caméo, sans être crédité au générique.

## Accueil critique
« Rita Hayworth n’a jamais été aussi belle que dans La Dame de Shanghai, allongée sur un rocher, pendant une baignade en mer ou courant dans la nuit mexicaine, vêtue d’une robe blanche féerique. Mais Orson Welles l’avait parée pour ses funérailles et le désastre était irréparable. Le massacre dans les miroirs fut celui d’un mythe qui ne se releva jamais. Par son génie esthétique, Orson Welles a tiré vengeance, moins de la star dont il allait ensuite se séparer définitivement que du système hollywoodien. Sans souci de construire logiquement l’intrigue, il a créé un univers d’images et de formes à la limite de l’onirisme. Chaque plan porte une charge d’insolite, de jeu entre les apparences trompeuses et la réalité. Les hommes d’affaires du clan Bannister sont assimilés à des requins (ce qui visait les producteurs d’Hollywood) et tout, ou presque, prend, dans ce film, un sens symbolique : la fameuse scène où Michael et Elsa s’embrassent devant un aquarium peuplé de poissons monstrueux, la fuite dans le quartier chinois et la dégringolade, par le toboggan, dans le palais des mirages soudain transformé en chambre infernale. Magnifique coup d’éclat de l’auteur de Citizen Kane, qui allait bientôt prendre le chemin de l’exil. »

— Jacques Siclier, Le Monde.

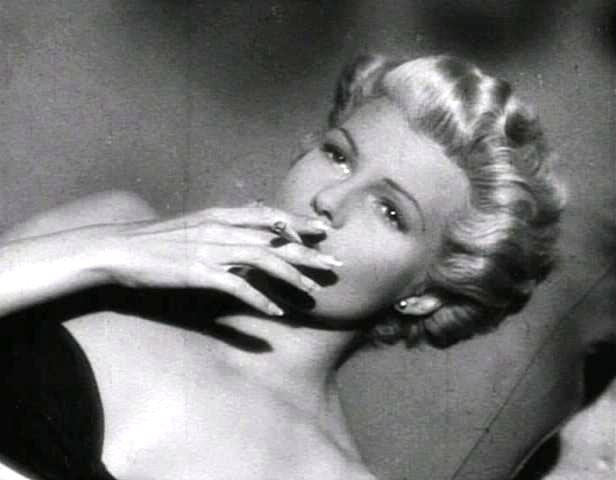
Rita Hayworth dans le film.

Sur le site agrégateur de critiques Rotten Tomatoes, le film obtient un score de 83 % d'avis favorables, sur la base de 46 critiques collectées et une note moyenne de 8,10/10 ; le consensus du site indique : « Énergique et inventif, [La Dame de Shanghai] surmonte ses lacunes du script avec certaines des scènes brillamment conçues par Orson Welles ».

## Autour du film
La scène la plus célèbre du film a lieu dans un labyrinthe de miroirs, brisés lors d'une fusillade. Des plans identiques seront repris par la suite en hommage à Orson Welles dans plusieurs films, séries télévisées et bande dessinée :
- dans le film Le Troisième Homme (1949) de Carol Reed, à la fin on peut voir Orson Welles dans les égouts faire face à plusieurs entrées de couloirs, comme autant de miroirs obscurs d'où lui parviennent les appels des hommes qui le pourchassent, sans qu'il puisse savoir si emprunter l'un ou l'autre pourrait lui donner une chance de s'échapper. C'est une sorte de transposition en négatif de la scène de La Dame de Shanghai (la scène est souterraine et nulle lumière ne provient de ces portes miroirs), mettant en jeu l’ouïe au lieu de la vue ;
- dans la série Chapeau melon et bottes de cuir (1965), la scène finale de l'épisode « Faites de beaux rêves » (saison 4) est une relecture de la scène des miroirs ;
- dans le film Opération Dragon (1973) de Robert Clouse, le « procédé » de la galerie des glaces sera repris lors du combat final de Bruce Lee ;
- dans le film Les Yeux de la forêt (1980) de John Hough[4] ;
- dans le film Meurtre mystérieux à Manhattan (1993) de Woody Allen ;
- dans le film Inception (2010) de Christopher Nolan ;
- dans le film Skyfall (2012), à la fin du générique d'ouverture le personnage de James Bond brise de nombreux miroirs lui faisant face avec son arme ;
- dans la bande dessinée Ric Hochet, la scène de fin de l'album « Les cinq revenants » (1970) se déroule dans un décor similaire.